# Sledovanje (album)
Sledovanje peti je studijski album makedonskog rock sastava Leb i sol, koji izlazi na veljače 1982. godine, a objavljuje ga diskografska kuća PGP RTB.
Materijal u studenom 1981. godine snimaju u studiju M-2, RT Skoplja i prvi puta sadrži više vokalnih izvedbi od instrumentalnih, a skladba "Nosim tvoj žig", postaje veliki radijski hit. Također su prvi puta sami producenti na snimkama. Skladba Mirko je dobila ime po ocu frontmena, koji je umro pred snimanje ovog albuma.
Album je 2000. godine nanovo objavljen od slovenske diskografske kuće Taped Pictures i sadrži četiri bonus skladbe; "Čudo za tri dana", "Kako ti drago", "Kumova slama" i "Skakavac".

## Popis pjesama

### A strana
1. "Lokomobila" (3:00)
2. "Pazi da paziš" (4:00)
3. "Mirko" (4:50)
4. "Nosim tvoj žig" (3:35)
5. "Mile pop Jordanov" (4:40)

### B strana
1. "Let u mestu" (3:20)
2. "Miris juga" (3:45)
3. "Njena sena" (4:35)
4. "Hvala na svemu" (5:10)
5. "Oda radosti" (2:00)

### Bonus pjesme (reizdanje iz 2000.)
1. "Kako ti drago" (3:57)
2. "Kumova slama" (5:19)
3. "Skakavac" (3:02)

## Izvođači
- Vlatko Stefanovski - gitara, vokal
- Bodan Arsovski - bas gitara
- Dragoljub Đuričić - bubnjevi

### Produkcija
- Producent, aranžer - Leb i sol
- Producent, snimatelj - Tahir Duraklić
- Asistent snimatelja - Braco Zafirovski
- Dizajn - Miroslav Grčev, Lazo Planevksi
- Tekst - Goran Stefanovski (skladbe: 2, 4, 6, 8, 9)
- Fotografija - Jordan Živovski

## Vanjske poveznice
- Discogs - Recenzija albuma (reizdanje iz 2000.)